# Лишние люди (рассказ)
Лишние люди — рассказ Антона Павловича Чехова. Написан в 1886 году, впервые опубликован в 1886 году в «Петербургской газете» № 169 от 23 июня с подписью А. Чехонте.

## Публикации
Рассказ А. П. Чехова «Лишние люди» написан в 1886 году, впервые опубликован в 1886 году в «Петербургской газете» № 169 от 23 июня с подписью А. Чехонте, вошел в сборник «Невинные речи» и издаение А. Ф. Маркса.
Рассказ написан по впечатлениям о дачной жизни в начале 80-х годов XIX века «в Сокольниках, в Богородском» и «других подмосковных дачных поселков».
При жизни Чехова рассказ переводился на болгарский, немецкий и сербскохорватский языки.

## Сюжет
Как-то вечером к себе на дачу приехал поездом с вещами член окружного суда Павел Матвеевич Зайкин. По пути ему встречается другой дачник в рыжих панталонах. Между ними зашел разговор. Дачник в рыжих панталонах жаловался на мелкие траты, но даже если «потратишь неосторожно копеечку, а потом и не спишь всю ночь».
Зайкин поддакнул, что ему дорого ездить, но из города на дачу вывезена мебель, прислуга, и «самовар поставить некому».
Придя к себе на дачу, Зайкин обнаружил, что все ушли по своим делам. Дома был только его маленький сын, который рассказал кто-где и что сегодня обеда не будет, так как отца никто не ждал. Мама уехала с Ольгой Кирилловной на репетицию играть в спектакле.
Сын показывает отцу свою коллекцию насекомых, часть из которых были наколоты булавками — так его научила Ольга Кирилловна. Увидев такое, отец говорит: «Самоё бы Ольгу Кирилловну приколоть так! Унеси отсюда! Стыдно мучить животных!».
К вечеру пришли его жена, Надежда Степановна с Ольгой Кирилловной и двое незнакомых мужчин. Один из них был Коромыслов —
напарник жены по дуэту, другой — актёр Смеркалов. Жена пояснила, что они ставят спектакли «Жилец с тромбоном» и «Она его ждёт».
Весь вечер на даче проходило повторение ролей, потом угощение гостей. Зайкин ушёл спать. Остаться ночевать попросили и пришедших актёров. В два часа ночи его разбудила жена и попросила уйти спать в кабинет, поскольку Ольга Кирилловна не может уснуть одна, но в кабинете на диване лежал его сын. Зайкин вынужден был пойти на улицу освежиться, там он встретил уже знакомого человека в рыжих панталонах, к которому на дачу приехали тёща и племянницы. Тогда он решает поискать поблизости какой-нибудь кабак или трактирчик.

## Экранизация
- Лишние люди — немой фильм 1926 года (Германия), режиссёр Александр Разумный